# Тарново (Оборницький повіт)
Тарново (пол. Tarnowo) — село в Польщі, у гміні Роґозьно Оборницького повіту Великопольського воєводства.
Населення — 462 особи (2011).
У 1975-1998 роках село належало до Пільського воєводства.

## Демографія
Демографічна структура станом на 31 березня 2011 року:
|          | Загалом | Допрацездатний вік | Працездатний вік | Постпрацездатний вік |
| -------- | ------- | ------------------ | ---------------- | -------------------- |
| Чоловіки | 238     | 62                 | 160              | 16                   |
| Жінки    | 224     | 57                 | 131              | 36                   |
| Разом    | 462     | 119                | 291              | 52                   |